# 石川総良
石川 総良（いしかわ ふさよし）は、伊勢神戸藩の第2代藩主。伊勢亀山藩石川家分家2代。
寛永19年（1642年）、初代藩主石川総長の長男として生まれる。寛文元年（1661年）、父の死により家督を相続した。
延宝8年（1680年）閏7月、現大阪府千早赤阪村の「楠木正儀の墓」とされる五輪塔の前に石燈を寄進した。ただし、総良の時代に正儀の墓という伝承があったかは不明（詳細は楠木正儀#墓所・史跡などを参照）。
天和元年（1681年）12月、駿河田中藩主酒井忠能の改易では、仙石政明や本多忠恒らと共に田中城受け取りを担当した。
貞享2年（1685年）6月29日に死去した。享年44。跡を長男の総茂が継いだ。

## 系譜
父母
- 石川総長（父）
- 加賀爪忠澄の娘（母）

正室
- 石川廉勝の娘

側室
- 本多忠義の娘

子女
- 石川総茂（長男）生母は側室
- 大久保忠明（次男）生母は側室
- 近藤徳用正室